# Mira (ciudad)

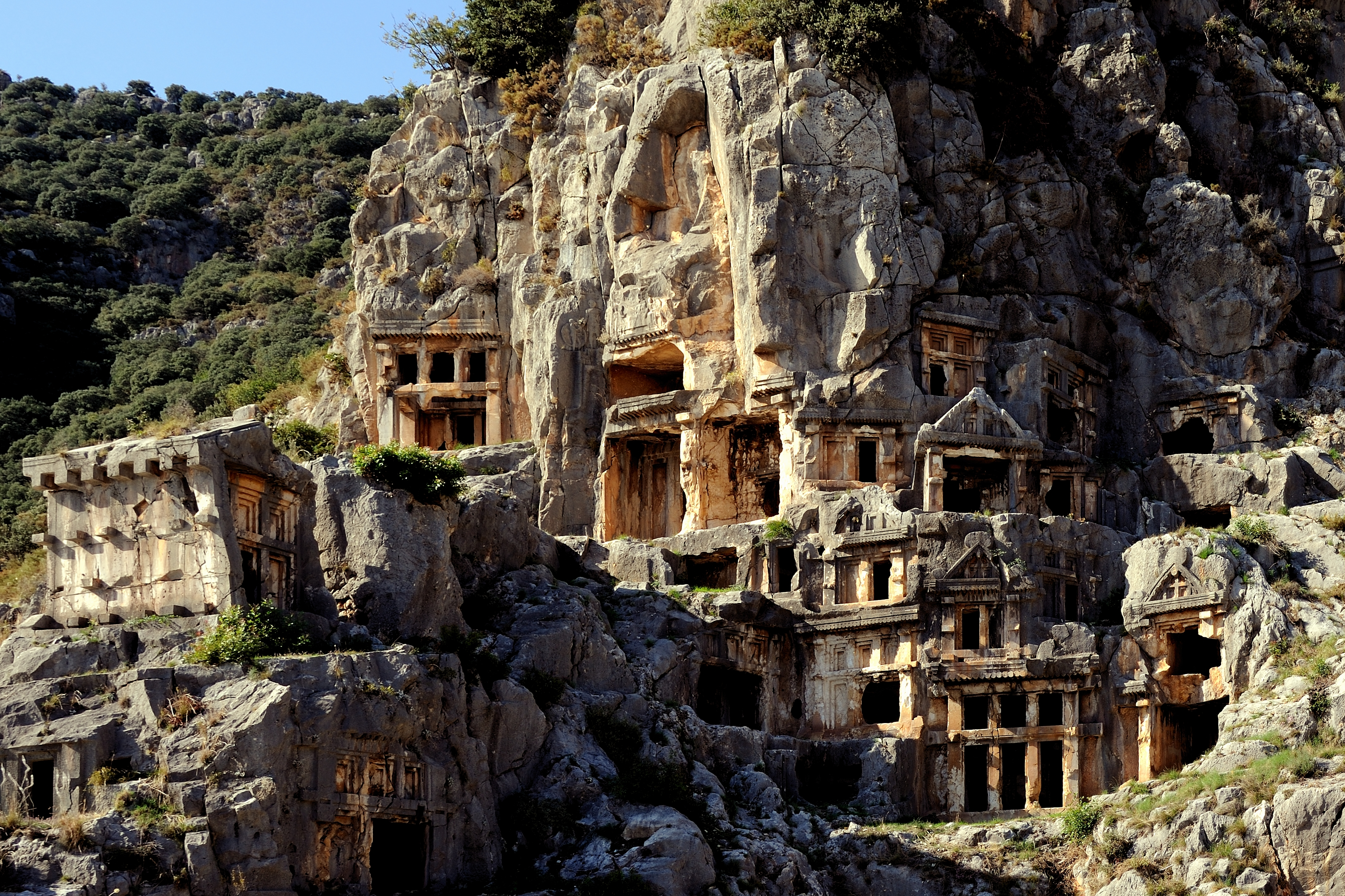
Famosas tumbas rupestres de Mira.

Mira (en griego antiguo: Μύρα, romanizado: Mýra', τά Μύρα, en plural) es una antigua ciudad de Licia, situada a 1,5 km al norte de la actual ciudad de Demre, en la provincia de Antalia (Turquía). La ciudad estaba ubicaba junto al río Limiro (actualmente llamado Demre cay), en una fértil llanura fluvial a unos 3,5 km del mar Egeo.

## Historia
A pesar de que los restos de una antigua muralla permiten remontar su origen al menos hasta el siglo V a. C., no se conservan registros escritos sobre la ciudad hasta el siglo I a. C., donde es mencionada como ciudad integrante de la Liga Licia; un tratado que implicaba también a las ciudades de Janto, Tlos, Pinara, Patara y Olimpo), y que estuvo vigente desde 168 a. C. hasta 43 d. C. De acuerdo con el geógrafo griego Estrabón, en aquella época Mira ya era una de las ciudades más grandes de la alianza, llegando incluso a ser la capital.
La ciudad de Mira, como todo el pueblo licio, estuvo bajo influencia griega desde el siglo IV a. C. Fue convertida en satrapía en la época de Alejandro Magno y fue disputada por distintos imperios de la época, con la excepción del período de independencia de la Alianza, que finalizó tras la incorporación de Licia como provincia del Imperio romano en el año 43. Durante la época romana el puerto de Mira adquirió una notable importancia como punto de reabastecimiento de las naves romanas, especialmente de las que viajaban con destino a Alejandría. Por el puerto de Mira pasaron Germánico y Agripina en 18, San Pablo en 60, y Adriano en 131.
Tras la absorción romana, el cristianismo penetró en tierras licias, y en el siglo IV, Mira tuvo como obispo a Nicolás de Mira, también conocido en occidente como Nicolás de Bari, o simplemente como San Nicolás, quien en su afán por erradicar el paganismo, ordenó demoler varios de los edificios más representativos del culto antiguo, incluyendo el templo de Artemisa.
Bajo el reinado de Teodosio II, a inicios del siglo V, Mira se convirtió en capital de la provincia de Licia, estatus que mantuvo hasta la conquista de la ciudad en el 808, por las tropas del Harún al-Rashid, califa abasí de Bagdad. Tras la invasión, la ciudad entró en decadencia y fue abandonada en el siglo XI.

## Monumentos

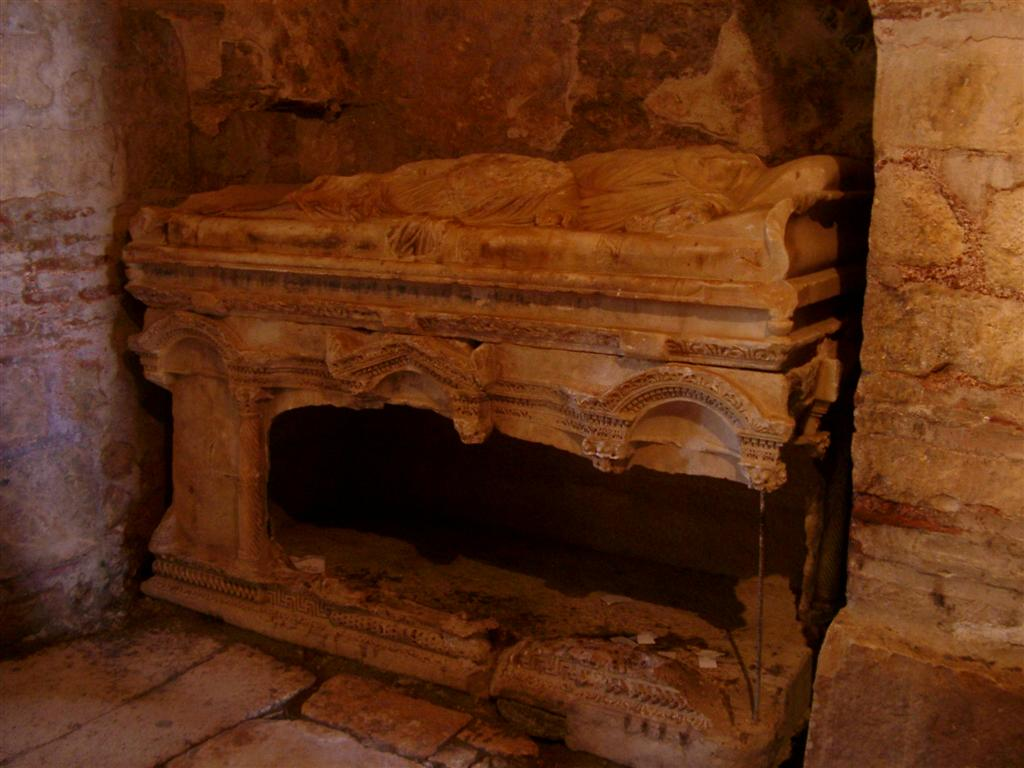
Tumba original de San Nicolás, en Mira.

La ciudad albergó en la Antigüedad varias de las construcciones más importantes del pueblo licio, destacando el desaparecido templo destinado a la diosa Artemisa, protectora de la ciudad, y considerado en su tiempo el más grande y bello de Licia. Mira también posee el mayor teatro romano de la región, cuyos restos aún se conservan.
La ciudad posee dos monumentales complejos de tumbas rupestres, excavadas en dos emplazamientos distintos: uno sobre el anfiteatro romano, y otro en una colina cercana, cuyos restos reciben el nombre de necrópolis del río. La mayoría de las tumbas están fechadas en el siglo IV a. C., y estuvieron decoradas con relieves y policromía.
Otro de los edificios más representativos es la iglesia de San Nicolás, de estilo bizantino, y que aún contiene el sarcófago donde fueron enterrados los restos del santo, si bien éstos fueron trasladados posteriormente a Italia. El templo original es del siglo VI, aunque fue reconstruido en el siglo IX y nuevamente en el XI. El culto a San Nicolás; un santo famoso por su caridad, se extendió entre los siglos VI y XI, especialmente en oriente y Rusia, convirtiendo esta iglesia en un centro de peregrinación. También se le atribuyen a este santo numerosos milagros y varias leyendas que desembocaron en la aparición del mito de Santa Claus.

## Arqueología

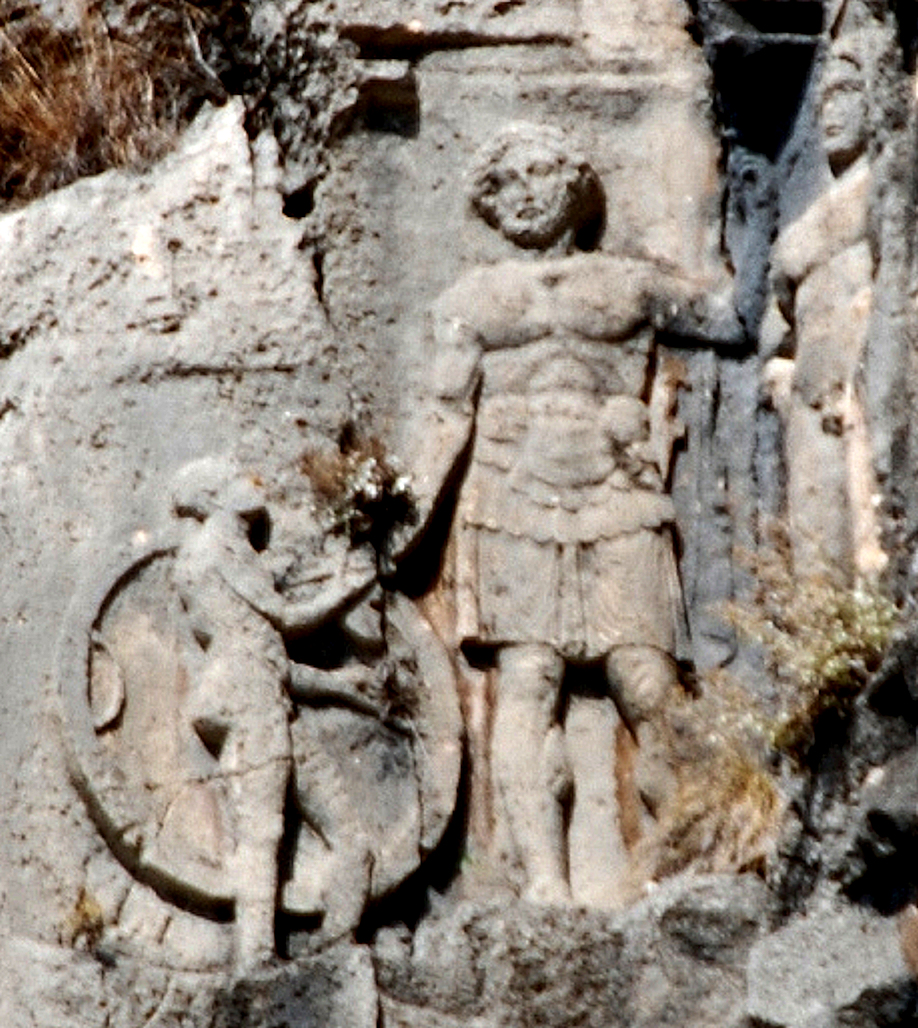
Relieve de tumba licia en Mira, siglo IV a. C.

Los arqueólogos detectaron por primera vez la antigua ciudad en 2009 utilizando un radar de penetración en el suelo que reveló anomalías cuya forma y tamaño sugerían la existencia de muros y edificios. En los dos años siguientes excavaron una pequeña e impresionante capilla del siglo XIII sellada en un asombroso estado de conservación. En una de las paredes hay tallada una cruz que, a la luz del sol, proyecta su forma sobre el altar.
Andríaca fue su puerto en la Antigüedad, pero se hundió más tarde. La principal estructura que ha llegado hasta nuestros días es un granero (horrea) construido durante el reinado del emperador romano Adriano Junto a este granero hay un gran montón de conchas de murex, prueba de que en Andríaca se producía tinte púrpura.
En Andríaca se llevan a cabo excavaciones desde 2009. El granero se convirtió en el Museo de las Civilizaciones Licias. Tiene siete salas y mide 56 metros de largo y 32 metros de ancho. Los artefactos encontrados durante las excavaciones  se colocaron en el museo. Se restauraron las estructuras del mercado del puerto, así como el ágora, la sinagoga y una cisterna de seis metros de profundidad, 24 metros de largo y 12 metros de ancho. Delante del museo se colocaron un barco de la época romana de 16 metros de eslora, una grúa y un vagón de carga.
En febrero de 2021, investigadores de la Universidad del Mediterráneo  dirigidos por Nevzat Çevik anunciaron el descubrimiento de decenas de esculturas de terracota de 2200 años de Antigüedad con inscripciones. Los arqueólogos también revelaron algunos restos materiales del teatro helenístico hechos de cerámica, bronce, plomo y plata. Las figurillas con pintura parcialmente conservada contenían las apariencias de hombres, mujeres, caballería, animales, algunas divinidades griegas y los nombres de artistas.